# Хуан Рулфо
Хуан Карлос Перез Непомусено Рулфо Визкаино (шп. Juan Nepomuceno Carlos Pérez Rulfo Vizcaíno; Сајула, 16. мај 1917 — Мексико Сити, 7. јануар 1986) био је мексички писац, сценариста и фотограф. Рулфов углед почива на две мале књиге; El Llano en llamas, која се састављена од седамнаест кратких прича објављених 1953. године, те на књизи Педро Парамо, објављеној 1955. године. Један је од најпрестижнијих писаца 20. века, иако се не истиче по броју написаних дела. Такође, Хуан Рулфо и Хорхе Луис Борхес проглашени су за најистакнутије писце тог периода на шпанском језику.

## Биографија
Рођен је 1917. године у Сајули, градићу у држави Халиско, а детињство је провео у сиротишту у Гвадалахари. Његов отац је убијен 1923. године, као и многи чланови његове породице.
Објављивањем збирке кратких прича, El Llano en llamas (1953), које се баве животима пољопривредника у региону Халиско у сушним временима непријатељски расположене природе, постао је један од најславнијих писаца мексичке модерне. Године 1955, објавио је роман Педро Парамо, који се бави забуном између света мртвих и живих. Овај роман, који је имао међународни утицај и успех, посебно одражава фасцинацију мексичког народа смрћу.
Од 1946. године посветио се фотографији, у којој је, такође, стварао изузетна дела. Радио је за компанију Гудрих-Еускади од 1946. до 1952. године као трговачки путник. Године 1947, оженио је Клару Анхелину Апарисио Рејес, са којом је имао четворо деце. Од 1954. до 1957. био је сарадник и уредник Комисије Папалоапан у Националном институту домородаца у Мексико Ситију. Такође, постоји више од 6.000 негатива његових фотографија у фондацији „Хуан Рулфо“.
Хуан Рулфо је био један од највећих латиноамеричких писаца 20. века, који су припадали књижевном покрету под називом „магични реализам“. Самим тим, у његовим делима постоји комбинација реалности и фантазије, чија радња се одвија у латиноамеричком амбијенту, а ликови представљају и одражавају типичност места, те се са својим великим друштвено-културним питањима преплићу са светом фантазије.
Интересантно, после две успешне књиге, постепено се удаљава од писања те почиње да ради за телевизију. Завршио је каријеру као директор уредничког тима Домородачког института Мексика (шп. Instituto Indigenista de México). Умро је у Мексику 8. јануара 1986. године.